# La Poule aux œufs d'or (film, 1905)
Pour les articles homonymes, voir La Poule aux œufs d'or.
Pour plus de détails, voir Fiche technique et Distribution.
La Poule aux œufs d'or est un film français réalisé par Gaston Velle, sorti en 1905.
Ce court métrage de la série Féerie & Contes (9e Série), comporte quatre parties et douze tableaux. D'une longueur de 280 mètres (une bobine), il a été tourné en noir et blanc et colorisé.

## Synopsis
L'action se déroule au Moyen Âge. Sur une place de marché, au milieu d'une foule de forains, de soldats, de paysans, de dames et de gentilshommes, deux aventuriers s'affairent à ouvrir les poches bien garnies des badauds. La foule se dirige vers la cabane d'un magicien qui prouve son talent en faisant disparaître un garçon. Il met alors une superbe poule blanche au tirage au sort. La foule se dispute les numéros, la roue tourne et l'heureux gagnant remporte l'oiseau.

## Fiche technique
- Titre : La Poule aux œufs d'or
- Titre anglophone (États-Unis) : Hen with Golden Eggs
- Titre anglophone (Royaume-Uni) : The Hen of the Golden Eggs
- Réalisation : Gaston Velle
- Scénario : Segundo de Chomón d'après la fable de Jean de La Fontaine
- Photographie : Segundo de Chomón
- Affiche : Cândido de Faria
- Direction artistique : Segundo de Chomón
- Société de production : Pathé Frères
- Société(s) de distribution : Pathé Frères, S. Lubin
- Pays de production :  France
- Langue : film muet avec les intertitres en français
- Format : Noir et blanc — 35 mm — 1,33:1 — Muet
- Métrage : 280 mètres (1 bobine)
- Genre : Film fantastique, Film à trucs
- Durée : 14 minutes
- Numéro de catalogue Pathé : 1311
- Date de sortie : décembre 1905

## Distribution
- Julienne Mathieu : la fermière

## Production et réception
Le film est réalisé par Gaston Velle dans une adaptation de la courte fable en 12 vers de Jean de La Fontaine (mars 1668) par Segundo de Chomón qui est aussi responsable de la photographie et des trucages. Il est sorti en décembre 1905 en France, au Danemark et aux États-Unis. Le 4 février 1906, le Journal d'Indre et Loire écrit: « La Poule aux œufs d'or, dont la magnificence a tout particulièrement émerveillé le public autant par l’intérêt du scénario que par l’ingéniosité d’une mise en scène que ne désavoueraient pas les théâtres les mieux machinés et les plus modernes ».